# スリーヌカギガル

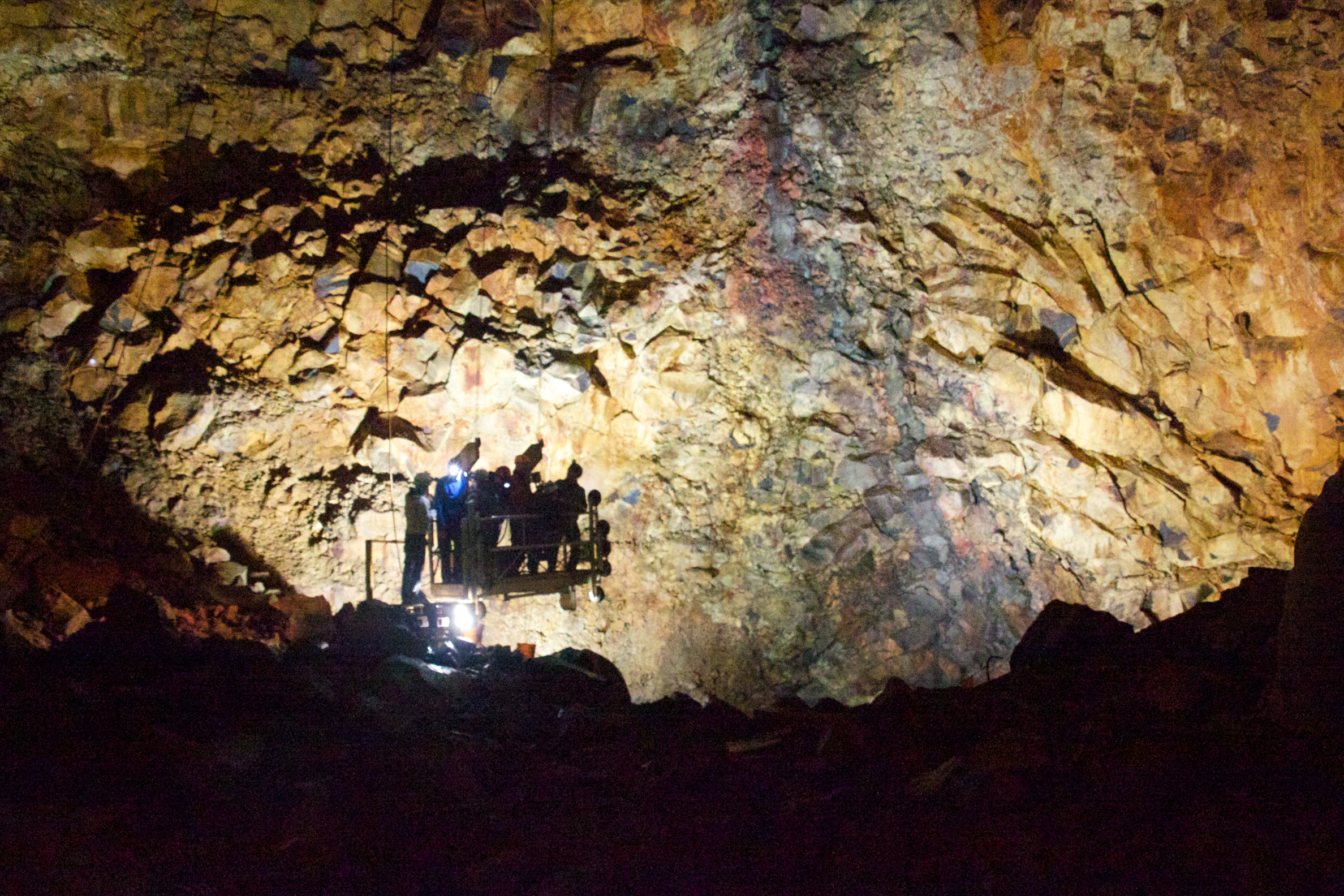
スリーヌカギガルのマグマだまりの内部

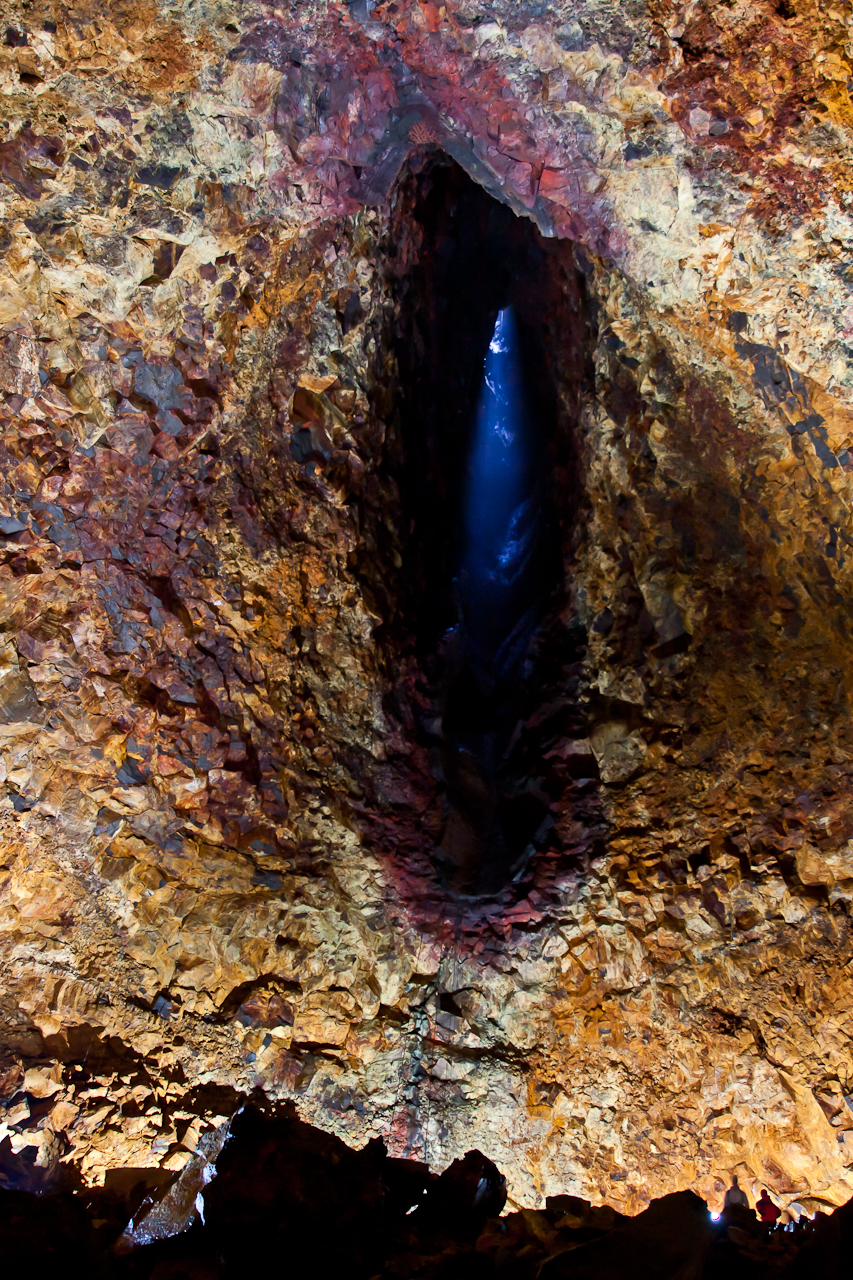
マグマだまりから噴火口を見上げる

スリーヌカギガル（Thrihnukagigur）は、アイスランドのレイキャビック南東20kmにある休火山。Thrihnukagigur:アイスランド語発音: [ˈθr̥iːˈn̥uːkaˈciːɣʏr̥]とは「3つの峰をもつクレーター」という意味である。広さは3270平方メートル。過去4000年間に噴火活動はないとされている。3つの峰の内の1つの火山のマグマだまりが空洞になっており、2012年から観光化されている。CNNは、世界31の「must-see attractions」の1つとして「スリーヌカギガル」を推薦している。

## 歴史
1974年、アイスランドの医師であり、洞窟探検家の Árni B. Stefánsson によって火口の奥にマグマだまりがあり、そこに到達出来ることが明らかにされた。それまでは無名の噴火口の1つであり、「Thrihnukagigur」という名称もÁrni B. Stefánssonが名付けた。この発見は、多くの科学者を困惑させた。通常、噴火が終わるとマグマは凝固してしまい、マグマだまりへの火道は閉じられてしまう。またマグマだまりが空洞になった場合は岩盤が崩落して埋まってしまうことも多く、120mの降下が必要とは言え人間が安全に侵入できるマグマだまりなど今までに発見されていなかったからである。内部のマグマは、引き潮のようにより深部に流れ去ったと考えられている。Stefánsson は、この学術的な価値を論文で訴え、一般に公開されるべきだと尽力した。
2010年に詳細な科学調査が行われた。2012年より一般向けのツアーが開催されている。観光客は簡易的なエレベーターを使って登山スキルなどを使用せずにマグマだまりに入ることが出来る。このように安全に観光できるマグマだまりは世界中でここだけである。2015年にはアイスランドの音楽団体のKaleoと14人のサポートスタッフがこのマグマだまりで音楽収録を行っている。2016年には、the Secret Solstice music festivalが、オルタナティヴ・メタルバンドのデフトーンズのチノ・モレノがこのマグマだまりでコンサートを開催することを報じた。効率の悪いエレベーターではなく、内部までトンネルを掘削する案も検討されているが、現状保存を優先する意見もあり、工事には着手されていない。

## 観光ツアーとマグマだまり
冬季は雪に閉ざされるために、マグマだまりへの観光ツアーは5-10月の季節限定で開催される。レイキャビックのホテルまでバスで送迎が行われるが、直接集合場所のBlue Mountain parkingに集まることも可能である。レイキャビックから国道1号線経由の国道417号線で、車で20分ほどの場所である。火口までは417号線から45分程度3.5kmのトレッキングが必要とされる。付近は大小の火口や火山が点在する火山地帯で、割れ目噴火の跡（ギャオ）を簡易的な橋で渡ってスリーヌカギガルに接近する。スリーヌカギガルはそういった火口群の1つであり、3270平方メートルの面積の大半は平坦でありゴツゴツとした溶岩に覆われている。火口の周囲は35-50mほど隆起しており、麓にはツアー会社が設置した仮設のウエルカムハウスが設置されている。ピークを登るには10分ほどかかる。入り口は直径4メートルの円形であるが、その後すぐに内部は広くなる。底部までの120mをワイヤーで吊るされたカーゴで6分かけて降下する。ツアーに必要とされる時間は5-6時間で、内部に滞在する時間は40分程度。内部は気温6度程度で一定している。マグマだまりはビール瓶のような形状をしており、下部では直径50m×70mほどの広さ(バスケットコート3枚分）があり「自由の女神像」やハットルグリムス教会がすっぽり入る空間がある。底部には南西の方向へ更に深部に続く火道があるが、先細りに狭くなり火口から213mの地点で這って進めないほど狭くなり、それ以上深部の探索は行われていない。マグマだまりの内部では多彩な色彩の鉱物を見ることが出来るが、岩石の採取は禁止されている。
麓のウエルカムハウスは、毎年の観光シーズンが終わると解体され、ヘリコプターで運び去られる。ウエルカムハウスでは、ヘルメットや落下防止のハーネスなどが保管されている。また全員が昇降を終えるまで、地元の伝統的な羊肉を使ったスープが振舞われる。観光ツアーは2012年には1か月間だけであったが、2018年には5か月間にわたって開催された。費用は日本円で4万円/人程度。

## ギャラリー

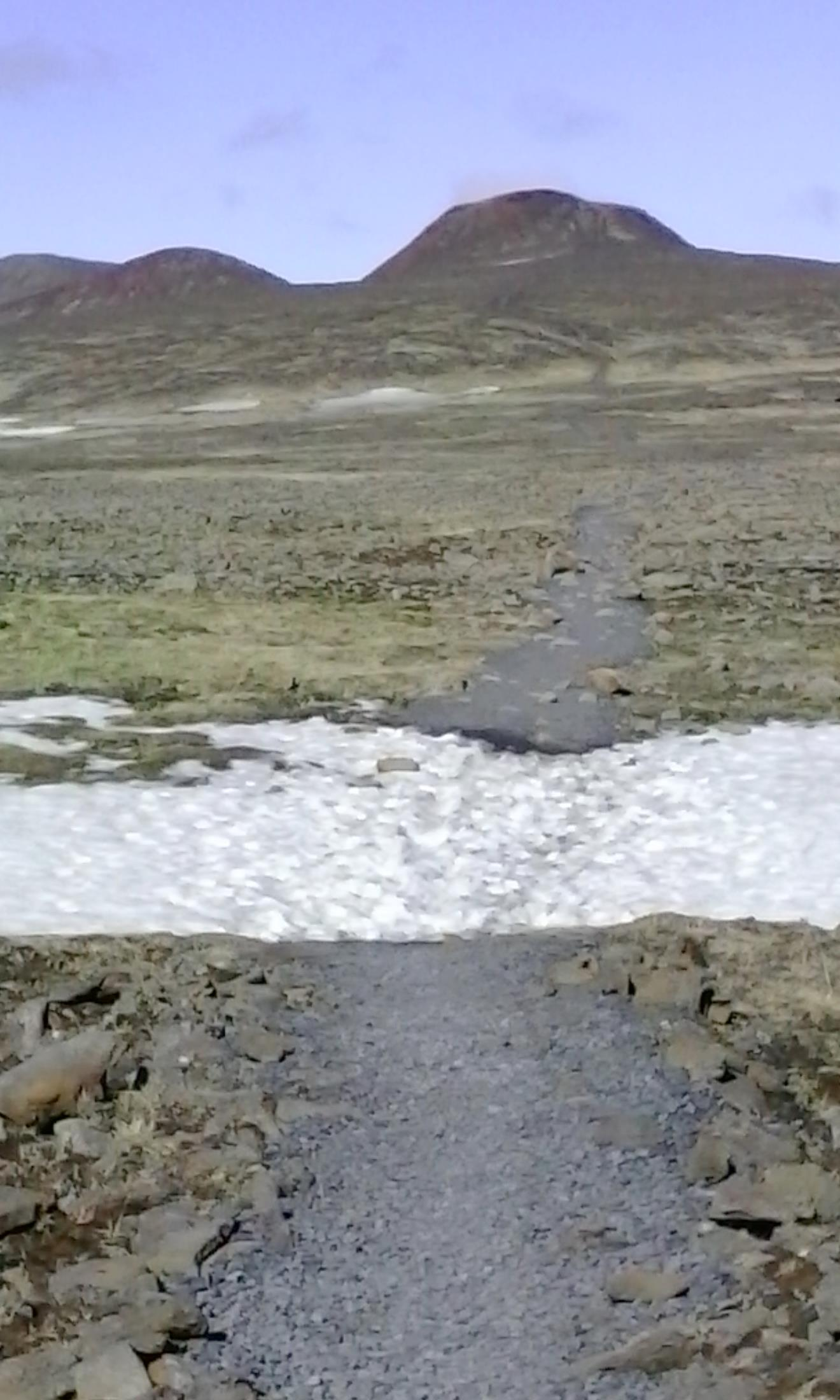
3つの峰
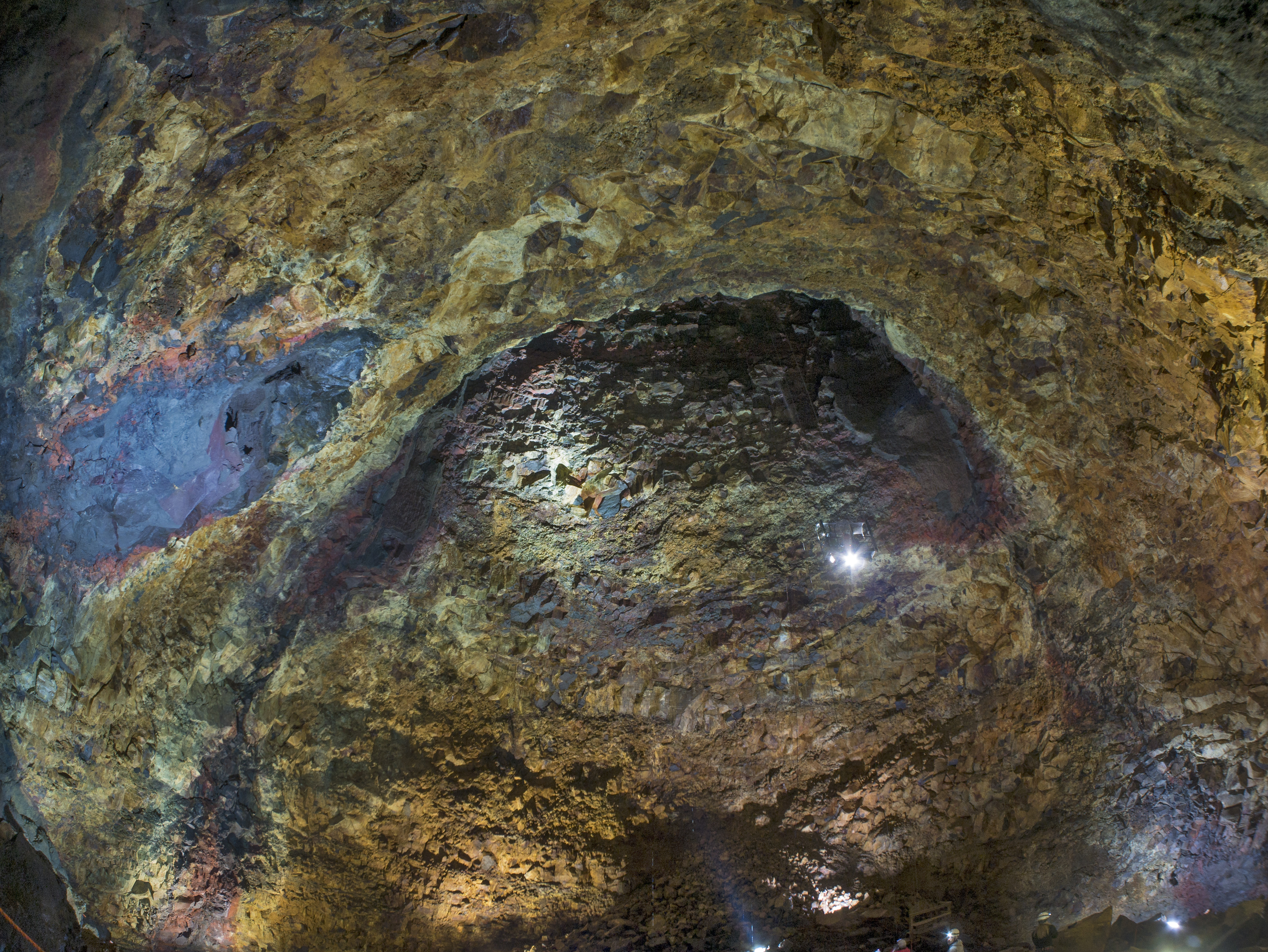
マグマだまりの内部
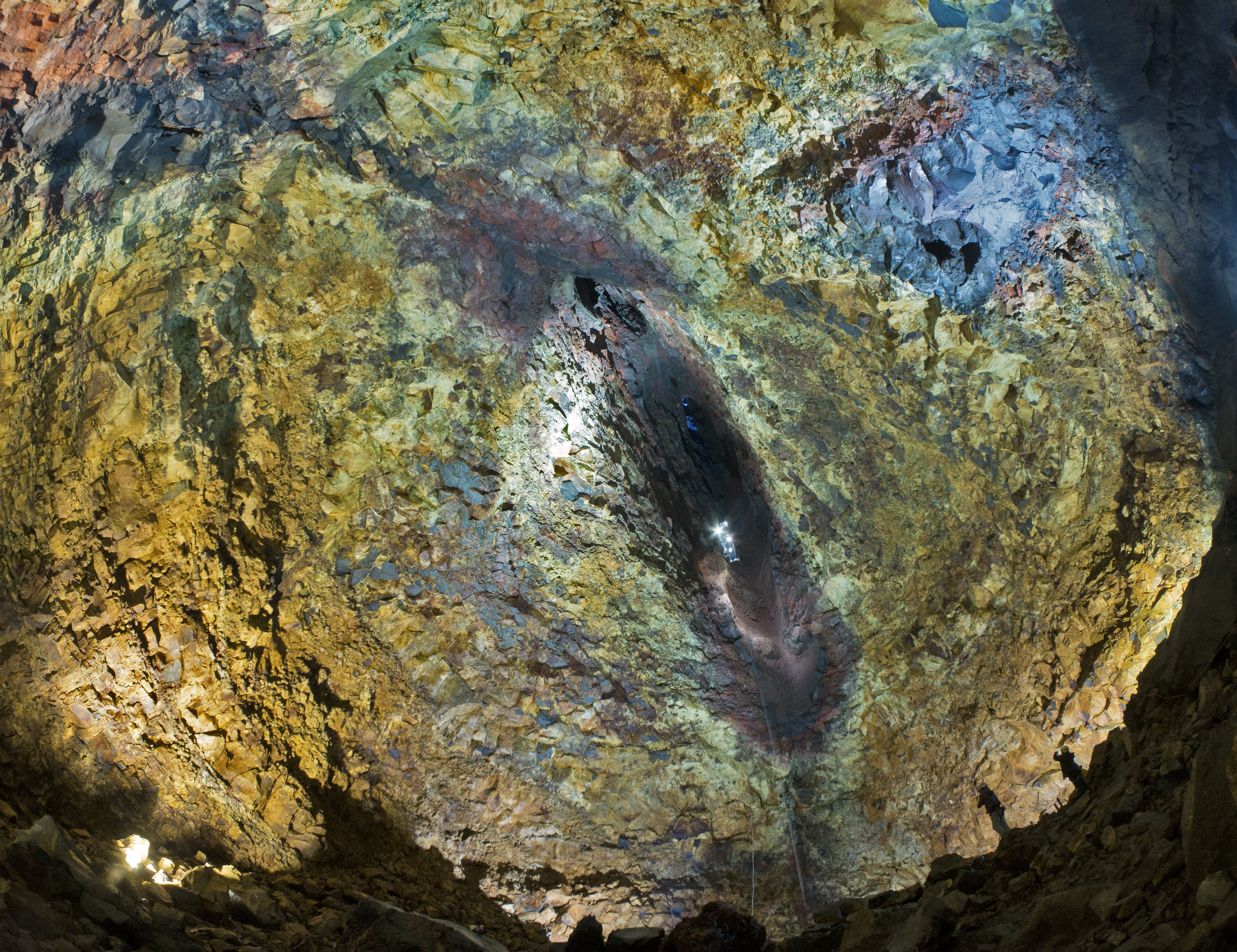
マグマだまりの天井部
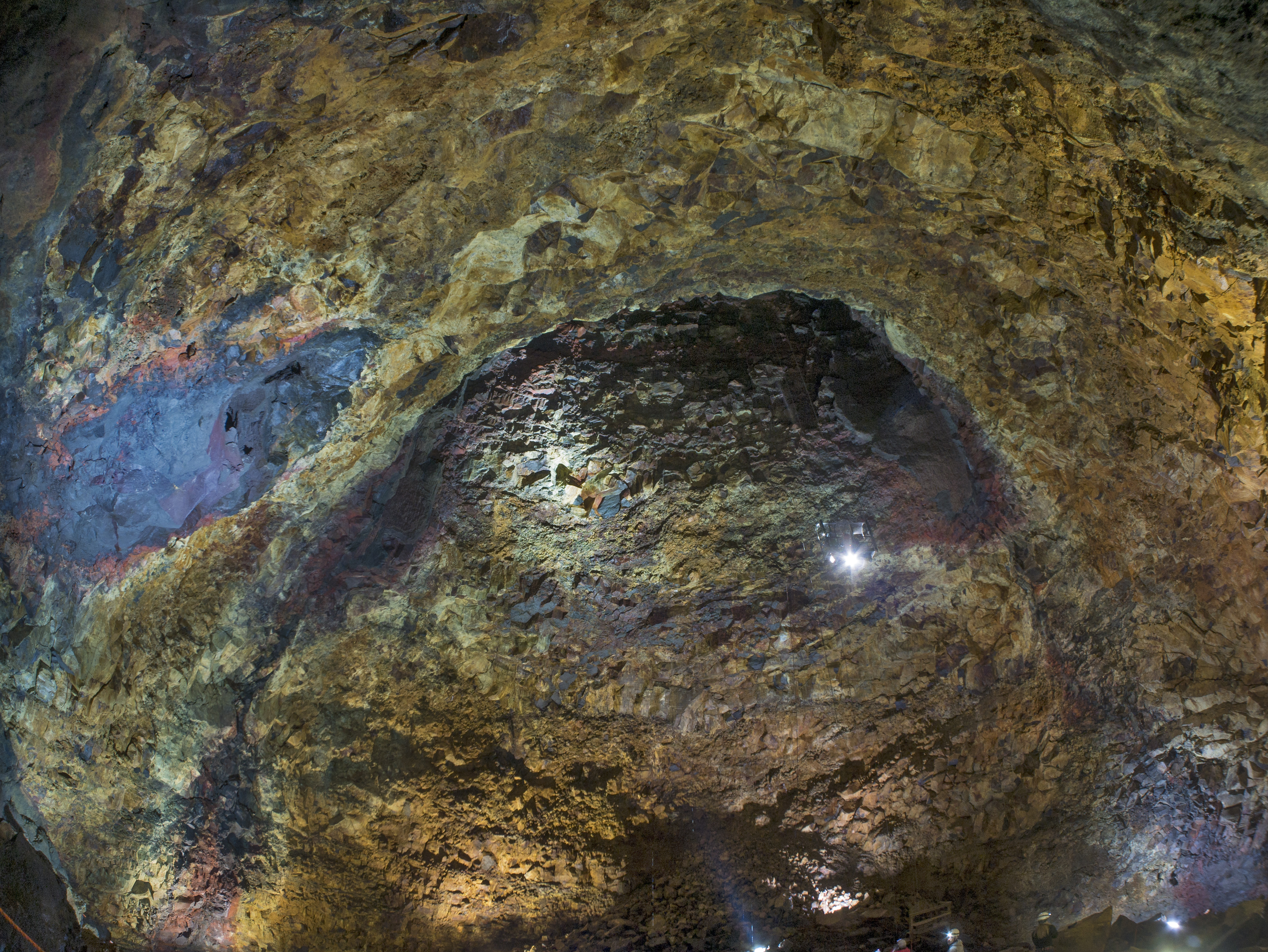
天井に見られる冷えて固まったマグマ。鍾乳石のように垂れさがっている

## 特記事項
- アイスランドの溶岩は流動性が高く、この他にも火道に入ることができる火山は存在する。1980年に、「200回記念特別企画”ギャオ “これが地球の割れ目だ！氷の国アイスランド地底大洞穴に恐怖のマグマ地獄を見た！！」として水曜スペシャルの川口浩探検隊で特集番組が組まれており[9]、レイザレンディの洞窟(Leiðarendi Cave)やヴィズゲルミル、グリョゥタギャゥ(Grjótagjá)(内部に温泉が湧く）などが知られているが、マグマだまりまで到達できるのはこの火山だけである。